# Grand Prix Argentiny 1979
Grand Prix Argentiny 1979 (oficiálně XV Gran Premio de la Republica Argentina) se jela na okruhu Autódromo Oscar y Juan Gálvez v Buenos Aires v Argentině dne 21. ledna 1979. Závod byl prvním v pořadí v sezóně 1979 šampionátu Formule 1.

## Závod
| Poř.   | No. | Jezdec                | Konstruktér        | Počet kol | Čas/Odstoupení  | Pořadí na startu | Body |
| ------ | --- | --------------------- | ------------------ | --------- | --------------- | ---------------- | ---- |
| 1      | 26  | Jacques Laffite       | Ligier-Ford        | 53        | 1:36:03.21      | 1                | 9    |
| 2      | 2   | Carlos Reutemann      | Lotus-Ford         | 53        | +14.94          | 3                | 6    |
| 3      | 7   | John Watson           | McLaren-Ford       | 53        | +1:28.81        | 6                | 4    |
| 4      | 25  | Patrick Depailler     | Ligier-Ford        | 53        | +1:41.72        | 2                | 3    |
| 5      | 1   | Mario Andretti        | Lotus-Ford         | 52        | +1 kolo         | 7                | 2    |
| 6      | 14  | Emerson Fittipaldi    | Fittipaldi-Ford    | 52        | +1 kolo         | 11               | 1    |
| 7      | 18  | Elio de Angelis       | Shadow-Ford        | 52        | +1 kolo         | 16               |      |
| 8      | 30  | Jochen Mass           | Arrows-Ford        | 51        | +2 kola         | 14               |      |
| 9      | 27  | Alan Jones            | Williams-Ford      | 51        | +2 kola         | 15               |      |
| 10     | 28  | Clay Regazzoni        | Williams-Ford      | 51        | +2 kola         | 17               |      |
| 11     | 22  | Derek Daly            | Ensign-Ford        | 51        | +2 kola         | 24               |      |
| Ret    | 12  | Gilles Villeneuve     | Ferrari            | 48        | Motor           | 10               |      |
| Ret    | 31  | Héctor Rebaque        | Lotus-Ford         | 46        | Zavěšení        | 19               |      |
| Ret    | 17  | Jan Lammers           | Shadow-Ford        | 42        | Řazení          | 21               |      |
| Ret    | 20  | James Hunt            | Wolf-Ford          | 41        | Elektrika       | 18               |      |
| Ret    | 4   | Jean-Pierre Jarier    | Tyrrell-Ford       | 15        | Motor           | 4                |      |
| Ret    | 15  | Jean-Pierre Jabouille | Renault            | 15        | Motor           | 12               |      |
| Ret    | 5   | Niki Lauda            | Brabham-Alfa Romeo | 8         | Palivový systém | 23               |      |
| Ret    | 16  | René Arnoux           | Renault            | 6         | Motor           | 25               |      |
| Ret    | 11  | Jody Scheckter        | Ferrari            | 0         | Kolize          | 5                |      |
| Ret    | 3   | Didier Pironi         | Tyrrell-Ford       | 0         | Kolize          | 8                |      |
| Ret    | 8   | Patrick Tambay        | McLaren-Ford       | 0         | Kolize          | 9                |      |
| Ret    | 6   | Nelson Piquet         | Brabham-Alfa Romeo | 0         | Kolize          | 20               |      |
| Ret    | 24  | Arturo Merzario       | Merzario-Ford      | 0         | Kolize          | 22               |      |
| DNS    | 29  | Riccardo Patrese      | Arrows-Ford        | 0         | Nehoda          | 13               |      |
| DNQ    | 9   | Hans-Joachim Stuck    | ATS-Ford           |           |                 |                  |      |
| Zdroj: |     |                       |                    |           |                 |                  |      |

## Průběžné pořadí po závodě
Pohár jezdců
| Pořadí | Jezdec            | Body |
| ------ | ----------------- | ---- |
| 1      | Jacques Laffite   | 9    |
| 2      | Carlos Reutemann  | 6    |
| 3      | John Watson       | 4    |
| 4      | Patrick Depailler | 3    |
| 5      | Mario Andretti    | 2    |
| Zdroj: |                   |      |

Pohár konstruktérů
| Pořadí | Konstruktér     | Body |
| ------ | --------------- | ---- |
| 1      | Ligier-Ford     | 12   |
| 2      | Lotus-Ford      | 8    |
| 3      | McLaren-Ford    | 4    |
| 4      | Fittipaldi-Ford | 1    |
| Zdroj: |                 |      |